# Narodowe Centrum Kosmiczne (Leicester)

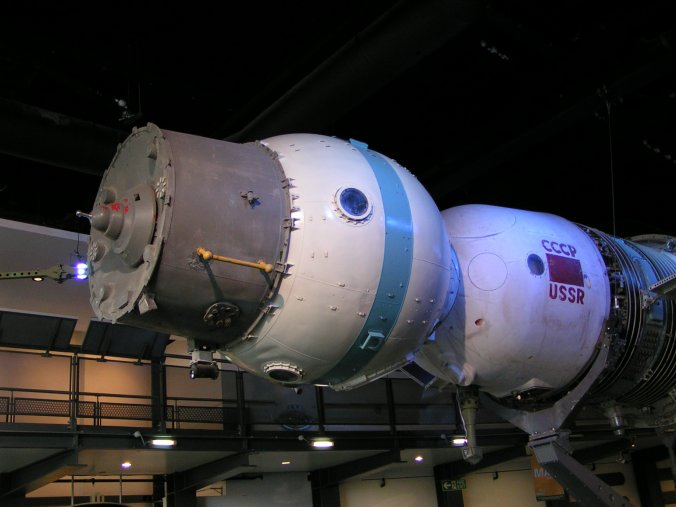
Statek Sojuz w muzeum Space Center

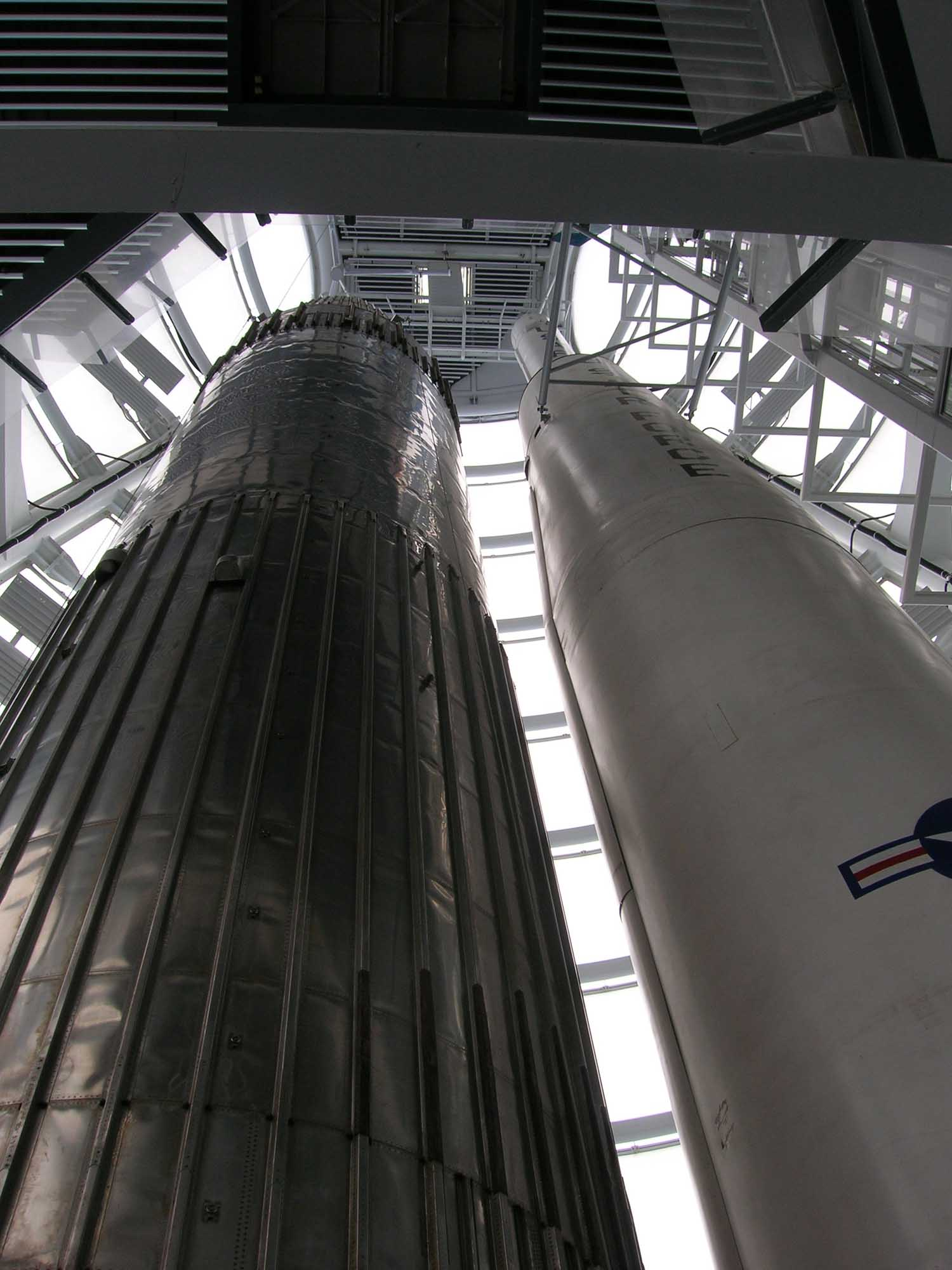
Rakieta w budynku muzeum

Narodowe Centrum Kosmiczne (ang. National Space Centre) - muzeum kosmiczne położone w Wielkiej Brytanii w mieście Leicester. Otwarte 30 czerwca 2001 r.
Jedna z najciekawszych atrakcji turystycznych Wielkiej Brytanii. Muzeum poświęcone nauce o kosmosie i astronomii.
Centrum składa się z sześciu głównych galerii i wystaw. Atrakcją muzeum jest DIGISTAR 3 kino, planetarium. W środku znajduje się sklep z pamiątkami oraz restauracja, która znajduje się pod dwiema dyszami rakiet Blue Streak i PGM-17 Thor.